# EVN България
„EVN България“ е енергийна компания с централа в Пловдив, България, част от австрийския концерн EVN AG (транснационална компания в енергийния сектор и опазването на околната среда, регистрирана на Виенската борса), провинция Долна Австрия.
Продуктите и услугите на EVN AG включват снабдяване с електро- и топлоенергия, газ, водоснабдяване, както и термична обработка и оползотворяване на отпадъци. Компанията има 14 млн. клиенти в общо 21 страни.
Основни бизнес дейности на EVN България са:
- Производство, разпределение и снабдяване с електроенергия
- Производство и снабдяване с топлоенергия
- Търговия с енергия и въглеродни емисии
- Производство на енергия от възобновяеми енергийни източници

## История
EVN България е създадена след приватизация на енергийните дружества в Пловдив и Стара Загора в началото на 2005 г. Групата EVN България развива дейност в областта на разпределението и продажбата на електрическа енергия в Югоизточна България. От декември 2007 г. EVN България е активна и в областта на топлоснабдяването в Пловдив, а от 2009 г. започва да реализира и проекти в областта на възобновяемите енергийни източници. През 2015 г. EVN отбелязва 10 години дейност в България.

## Дружества в групата EVN България

### ЕVN България Електроснабдяване
EVN България Електроснабдяване е дружество 100% собственост на австрийската енергийна компания EVN AG. Дейността му е в сферата на доставка на електрическа енергия и свързаните с нея услуги. Дружеството притежава лиценз за снабдяване с електрическа енергия на регулирания пазар и лицензия за Доставчик от последна инстанция. То снабдява с електроенергия 1,5 милиона клиенти в Югоизточна България.

### Електроразпределение Юг
Електроразпределение Юг е дружество 100% собственост на австрийската енергийна компания EVN AG. Негов предмет на дейност е експлоатация на електроразпределителната мрежа, пренос и разпределение на електрическа енергия. Дружеството притежава лиценз за разпределение на електрическа енергия и извършва своята дейност на територия от близо 42 000 km2 в Югоизточна България. До 2017 г. дружеството се нарича EVN България Електроразпределение.

### EVN България Топлофикация
EVN България Топлофикация е 100% собственост на EVN AG. Топлофикационното дружество е придобито от EVN AG през декември 2007 г. Дружеството притежава два лиценза:
- производство на топлинна и електрическа енергия
- снабдяване с топлинна енергия.

EVN България Топлофикация снабдява с топлинна енергия около 30 000 клиенти в Пловдив.

### EVN Трейдинг Саут Ийст Юръп
EVN Трейдинг Саут Ийст Юръп е дружество 100% собственост на EVN AG. Основната дейност на компанията е търговия с енергия – закупуване на електрическа енергия от производители, търговия на едро и продажба на дребно до крайните потребители. Друга дейност на EVN Трейдинг Саут Ийст Юръп е търговия с квоти за емисии СО2. От 2010 г. дружеството доставя електрическа енергия на крайни клиенти в България, а от 2012 г. е координатор на стандартна балансираща група.

### EVN - Каварна
EVN - Каварна е дъщерно дружество на концерна EVN, развиващо дейност в областта на възобновяемите енергийни източници в България. Дружеството изгражда и пуска в експлоатация два соларни парка – първият през 2010 г. до село Блатец, община Сливен с мощност 836,7 kWp и размер на инвестицията 6 млн. лева. Вторият соларен парк е изграден през юли 2011 г. до село Тръстиково, община Камено, област Бургас и е с мощност 2000 kWp. Той е най-големият соларен парк за концерна EVN, като инвестицията в него е 10 млн. лева.

## Съоръжения

### Когенерация Пловдив
Когенерационна централа на EVN България Топлофикация, изградена в партньорство със Сименс, е разположена на площадката на ТЕЦ Север в Пловдив. Когенерацията е изградена през 2011 г.:
- Обща инвестиция – 100 млн. лева
- Капацитет на когенерацията – 49,9 MW електрическа мощност и 54 MW топлинна мощност
- Прогнозното годишно производство на електроенергия – над 290 000 MWh.

За реализирането на когенерационната централа EVN България получава отличието Инвеститор на годината 2011 в категория „Инвестиция в иновации“ от Българската агенция за инвестиции.

### Електрическа подстанция Царацово
През ноември 2011 г. EVN България Електроразпределение открива първата си стационарна 110/20 kV електрическа подстанция „Царацово“. Съоръжението е на стойност
5,4 млн. лева и се намира в село Царацово, област Пловдив. Мощността му е 32,5 MVA. Изграждането на подстанцията е свързано с интензивното развитие на района на север от Пловдив. В подстанция „Царацово“ е монтирана дигитална техника за управление, контрол, наблюдение и автоматизиране на разпределителните уредби. Чрез тази система управлението на новата подстанция се извършва дистанционно от диспечерския център на EVN България.

### Соларни паркове Блатец и Тръстиково
През май 2010 г. е открит фотоволтаичният парк на Натуркрафт край село Блатец, община Сливен. Съоръжението има следните характеристики:
- инвестиция от 6 млн. лв.
- 3 групи фотоволтаични елемента с oбща мощност 836,7 kWp
- 1 млн. kWh годишно производство
- 915 тона CO2 спестени годишно.[6]

През юли 2011 г. е открит вторият фотоволтаичен парк на Натуркрафт, който е и най-големият в концерна EVN AG. Съоръжението се намира в село Тръстиково, област Бургас и е със следните характеристики:
- инвестиция от 10 млн. лв.
- обща площ от 80 декара
- годишно производство 2,4 млн. kWh
- мощност – 2000 kWp
- 2000 тона CO2 спестени годишно[7]